# Epalpus contrarius
Epalpus contrarius là một loài ruồi trong họ Tachinidae.